# Stepniak
Serguéi Mijáilovich Kravchinski (en ruso, Серге́й Миха́йлович Степня́к-Кравчи́нский; 13 de julio de 1851 - 23 de diciembre de 1895), conocido en los círculos revolucionarios de Londres del siglo XIX como Stepniak o Serguéi Stepniak, fue un populista ruso que adquirió notoriedad al asesinar al jefe de la policía secreta de ese país con una daga en las calles de San Petersburgo en 1878, como respuesta a la ejecución de Iván Kovalsky.

## Primeros años
Stepniak nació 1 de julio de 1851, y era el hijo de un doctor del ejército. Asistió a la academia militar y a la escuela de artillería antes de incorporarse al ejército ruso. Alcanzó el rango de Subteniente antes de dimitir su servicio en 1871.

## Vida revolucionaria
Recibió una educación liberal y, cuando abandonó la escuela, se hizo oficial de artillería; pero su compasión hacia los campesinos, entre quienes había vivido durante su niñez en el campo, desarrolló en él los principios democráticos y, más tarde, ideas revolucionarias. Junto a otros hombres de educación, comenzó en secreto a sembrar ideas democráticas entre los campesinos. Sus actividades no permanecieron mucho tiempo en secreto, y en 1874 fue detenido.
Ese año Stepniak viajó a los Balcanes y se adhirió a la rebelión contra los turcos en Bosnia en 1876; aquella experiencia le sirvió para escribir un manual de la guerra de guerrillas. Se unió al anarquista Errico Malatesta en su breve rebelión en la provincia italiana de Benevento en 1877. Volvió a Rusia cuatro años más tarde afiliándose a Zemlyá i Volya (Tierra y Libertad) y, junto a Nikolái Morózov y Olga Liubatóvich, redactó el diario del partido.
Su indignación por la cruel represión zarista, lo llevó a estar de acuerdo con aquellos que abogaron por la política de tipo terrorista. En consecuencia se tornó peligroso para él permanecer en Rusia, y en 1880 tuvo que dejar el país. Residió durante un tiempo en Suiza, viajando posteriormente a Londres. Stepniak ya era conocido en Inglaterra por su libro, La Rusia subterránea, que había sido publicada en Londres en 1882. A este trabajo lo siguieron otros acerca de la condición de la clase campesina rusa, sobre el nihilismo, y las condiciones de vida en Rusia. Su pensamiento gradualmente se fue modificando desde la creencia en la eficacia de medidas violentas hacia la aceptación de métodos constitucionales y reformistas.
Stepniak estaba convencido de que los actos individuales de terrorismo político convencerían al Emperador Alejandro II de Rusia de introducir reformas democráticas. En agosto de 1878, Stepniak mató al jefe de la policía secreta del país con una daga en las calles de San Petersburgo.
Después del asesinato, abandonó Rusia y vivió en varios países incluso en los Estados Unidos. Finalmente, se radicó en Inglaterra donde fundó Friends of Russian Freedom (Los Amigos de la Libertad rusa) y Russia Free Press (Prensa libre de Rusia).
Stepniak escribía y daba conferencias constantemente, tanto en Gran Bretaña como en los Estados Unidos. Murió en un accidente, arrollado por una locomotora del ferrocarril en un paso a nivel en Bedford Park, Chiswick, donde residía, el 23 de diciembre de 1895. Fue incinerado en Woking el 28 de diciembre.

## Obras literarias escogidas
- Andréi Kózhujov (novela, 1889)
- Una casita en las orillas del río Volga (Домик на Волге, 1889)